# Oak Ridge (contea di Kaufman, Texas)
Oak Ridge è un centro abitato degli Stati Uniti d'America situato nella contea di Kaufman dello Stato del Texas.
La popolazione era di 495 persone al censimento del 2010.

## Geografia fisica
Oak Ridge è situata a 32°39′08″N 96°15′42″W (32.652149, -96.261716).
Secondo lo United States Census Bureau, ha un'area totale di 2,2 miglia quadrate (5.8 km²).

## Società

### Evoluzione demografica
Secondo il censimento del 2000, c'erano 400 persone, 148 nuclei familiari e 121 famiglie residenti nella città. La densità di popolazione era di 178,8 persone per miglio quadrato (68,9/km²). C'erano 152 unità abitative a una densità media di 67,9 per miglio quadrato (26,2/km²). La composizione etnica della città era formata dall'89,00% di bianchi, il 6,00% di afroamericani, il 4,00% di altre razze, e l'1,00% di due o più etnie. Ispanici o latinos di qualunque razza erano il 7,25% della popolazione.
C'erano 148 nuclei familiari di cui il 27,7% aveva figli di età inferiore ai 18 anni, il 75,7% aveva coppie sposate conviventi, il 4,7% aveva un capofamiglia femmina senza marito, e il 17,6% erano non-famiglie. Il 16,2% di tutti i nuclei familiari erano individuali e il 2,7% aveva componenti con un'età di 65 anni o più che vivevano da soli. Il numero di componenti medio di un nucleo familiare era di 2,70 e quello di una famiglia era di 2,99.
La popolazione era composta dal 23,8% di persone sotto i 18 anni, il 4,5% di persone dai 18 ai 24 anni, il 28,8% di persone dai 25 ai 44 anni, il 27,5% di persone dai 45 ai 64 anni, e il 15,5% di persone di 65 anni o più. L'età media era di 41 anni. Per ogni 100 femmine c'erano 91,4 maschi. Per ogni 100 femmine dai 18 anni in giù, c'erano 95,5 maschi.
Il reddito medio di un nucleo familiare era di 53.958 dollari e quello di una famiglia era di 57.500 dollari. I maschi avevano un reddito medio di 33.250 dollari contro i 22.083 dollari delle femmine. Il reddito pro capite era di 23.035 dollari. Circa il 4,0% delle famiglie e il 5,3% della popolazione erano sotto la soglia di povertà, incluso il 3,6% di persone sotto i 18 anni e il 7,8% di persone di 65 anni o più.